# Hypena inconspicua
Hypena inconspicua är en fjärilsart som beskrevs av Pieter Cornelius Tobias Snellen. Hypena inconspicua ingår i släktet Hypena och familjen nattflyn. Inga underarter finns listade i Catalogue of Life.